# 周长芸
周长芸（1938年—2018年10月27日），祖籍北京，出身于江苏无锡，中国京剧表演家。其异母妹为周长瑜。丈夫李志洁也是京剧表演家。

## 生平
1958年，毕业于中国戏曲学校，师从华惠麟、程玉菁、罗玉萍、荀令香等，主工青衣。同年进入太原市京剧团，担任演员，主要剧目有《女起解》、《二进宫》、《孔雀东南飞》、《三打白骨精》、《花田错》、《樊江关》、《杨八姐盗刀》、《十三妹》、《小上坟》、《荷珠配》等。1966年调离剧团，后改去泰安市京剧团担任主演、河北省艺术学校高级讲师等职务。有学生李胜素、张艳玲、王宏玲、袁淑梅等。2018年10月27日，她在河北石家庄逝世，享年80岁。